# Herch Moysés Nussenzveig
Herch Moysés Nussenzveig (São Paulo, 16 de enero de 1933 – Río de Janeiro, 5 de noviembre de 2022) fue un físico, investigador y profesor universitario brasileño de origen judío.

## Biografía
Nació en São Paulo en 1933. Era hijo de Michel y Regina Nussenzveig, ambos judíos polacos que emigraron a Brasil en 1920 debido a la ola de antisemitismo que asolaba Polonia en ese momento. Su padre, al llegar a Brasil, se convirtió en vendedor ambulante, vendiendo ropa a plazos. Tomó muestras, presentando a los comerciantes como buena parte de la población judía del Bom Retiro, donde acabaron asentándose.
Criado en Bom Retiro, la casa de la familia estaba en la Rua Prates número 712. Estudió en escuelas públicas, comenzando sus estudios en el Grupo Escolar Prudente de Moraes, cerca de la Pinacoteca del Estado de São Paulo.
En 1951 a la edad de 17 años se fue a Francia, donde pasó un año estudiando matemáticas generales con una beca en la Universidad de París. Al regresar a Brasil se matriculó en la Universidad de São Paulo. 
Se graduó en física en la Universidad de São Paulo en 1954, con doctorado en 1957 bajo la dirección de Guido Beck. Fue investigador del Centro Brasileiro de Pesquisas Físicas de 1962 a 1968, este último año pasó a la Universidad de Rochester en Estados Unidos debido a la persecución de la dictadura militar, donde permaneció hasta 1975.
Después de regresar a Brasil, fue profesor en el Instituto de Física de la Universidad de São Paulo, en la Pontificia Universidad Católica de Río de Janeiro y en la Universidad Federal de Río de Janeiro.
Fue presidente de la Sociedade Brasileira de Física de 1981 a 1983. En 1986 recibió el Premio Max Born otorgado por la Sociedad Óptica a científicos que hayan hecho contribuciones significativas en el campo de la óptica.
Murió el 5 de noviembre de 2022 a los 89 años en Río de Janeiro.